# Arco do Triunfo (livro)
Arc de Triomphe (Arco do triunfo em português) é um romance de Erich Maria Remarque lançado em 1946. Fala sobre a vida de expatriados e refugiados escondidos em Paris às vésperas da Segunda Guerra Mundial.

## Sinopse
É 1939 e, apesar de não ter permissão de exercer sua profissão, o médico-cirurgião e refugiado alemão Ravic vem operando pacientes na clandestinidade há dois anos, sob a supervisão de cirurgiões franceses menos experientes.
Disposto a não retornar à Alemanha nazista que lhe cassou a cidadania, e incapaz de viver legalmente em qualquer outro lugar na Europa Ocidental pré-guerra, Ravic tenta levar a vida em meio aos milhares de outros fugitivos sem documentos ou passaporte, sob a ameaça constante de ser capturado e deportado de país em país.
Mesmo no pior dos tempos a vida traz maneiras curiosas de fazer aflorar o romantismo, e apesar de ter desistido de amar, Ravic vê uma chance de redenção ao se aproximar da atriz e cantora Joan Madou.